# Breaza (Suceava)
Pour les articles homonymes, voir Breaza.
Breaza est une commune roumaine située dans le județ de Suceava.